# Jenny
För andra betydelser, se Jenny (olika betydelser).

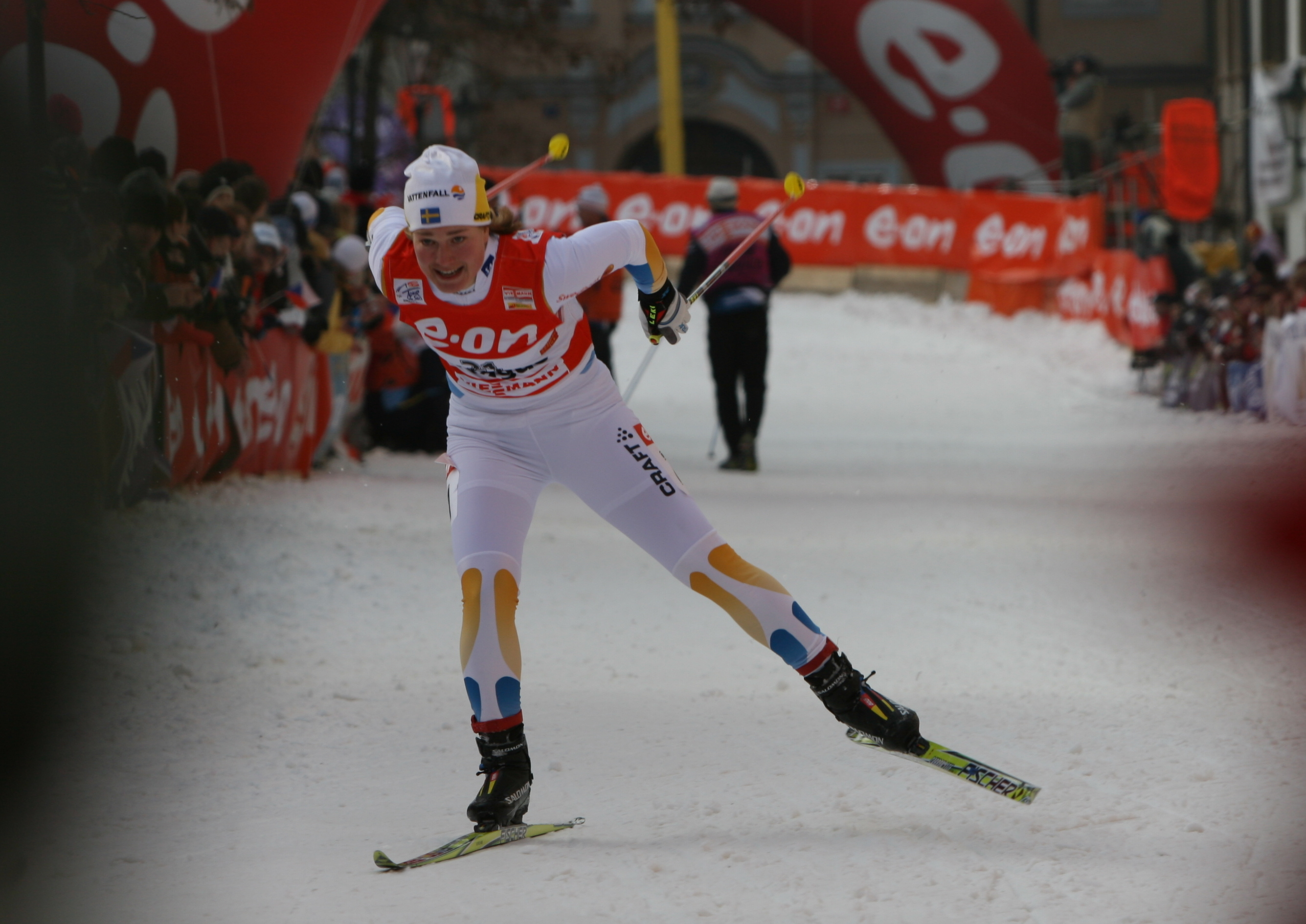
Jenny Hansson, 2007.

Jenny, Jennie eller Jenni är ett kvinnonamn och en engelsk kortform av Johanna och en smekform av Jane, med betydelsen Gud har förbarmat sig. Kan även vara en smeknamnsform för Jennifer. Namnet har använts i Sverige sedan 1767.
Jenny var en av kometerna på namntoppen under 1980-talet. Därefter har trenden vänt neråt. Den 31 december 2012 fanns det totalt 59 930 personer i Sverige med namnet Jenny, Jennie eller Jenni, varav 40 232 med det som tilltalsnamn . År 2003 fick 393 flickor namnet, varav 102 fick det som tilltalsnamn.
Namnsdag i Sverige: 6 oktober, till minne av "den svenska näktergalen", sångerskan Jenny Lind, som föddes den dagen 1820. I den finlandssvenska namnsdagslängden har Jenny namnsdag 21 juli sedan 1950. Före det hade Jenny namnsdag 5 maj 1929–1949.
En annan version av namnet är Jennika. I Sverige finns 105 kvinnor som har förnamnet Jennika. Av dessa har 80 namnet som tilltalsnamn, enligt Statistiska centralbyrån 31 december 2004.

## Personer med namnet Jenny/Jennie/Jenni
- Jenny Almsenius, sångerska
- Jenni Asserholt, ishockeyspelare
- Jenny Berggren, sångerska
- Jenny Berthelius, författare
- Jenny Carlsson, friidrottare
- Jenni Dahlman, finsk modell
- Jenny Diski, brittisk författare
- Jennie Ekström, simmare
- Jenny Engwall, fotbollsspelare
- Jenny Fahlstedt, tonsättare
- Jenny Frost, brittisk sångerska
- Jennie Garth, amerikansk skådespelerska
- Jenny Hansson, skidåkerska
- Jenny Hasselquist, skådespelare
- Jenny Holzer, amerikansk konstnär
- Jenny Jenssen, norsk vokalist
- Jennie Johansson, simmare
- Jenny Johansson, orienterare
- Jenny Kallur, friidrottare
- Jenny Lewis, amerikansk sångerska
- Jenny Lind, sångerska
- Jenny Lindahl Persson, politiker (v)
- Jennie Löfgren, sångare
- Jenny Marx, tysk socialist och teaterkritiker
- Jenny McCarthy, amerikansk modell och komiker
- Jennie Nilsson, politiker (s), statsråd
- Jenny Nyström, konstnär
- Jenny Olsson, skidåkerska
- Jenny Palmqvist, fotbollsdomare
- Jenny Rissveds, mountainbikecyklist, OS-guld 2016
- Jenny Silver, sångerska
- Jenny Skavlan, norsk modell och skådespelare
- Jenny von Westphalen, Karl Marxs fru
- Jennie Wåhlin, curlare, OS-guld 2018
- Jennie Öberg, längdskidåkare
- Jenny Maria Ödmann, författare
- Jennie Walldén, TV-kock och kokboksförfattare

## Fiktiva
- Sjörövar-Jenny, person i Tolvskillingsoperan